# Тікс (музикант)
Андреас Андресен Хокеланд (норв. Andreas Andresen Haukeland, нар. 12 квітня 1993 у комуні Берум), більш відомий під сценічним ім'ям Тікс (англ. TIX) — норвезький співак, продюсер і автор пісень.
У 2015 році став відомим на національному рівні завдяки обговорюваній пісні «Шейх 2015», написаній в жанрі електронної танцювальної музики russemusikk, що виникла в Норвегії у 2000-х.
У 2017 році він став співпродюсером пісні «Game Time» Flo Rida. Влітку 2017 року TIX був виконавцем розігріву у Джастіна Бібера на Forus Travbane у Ставангері. Він також був співпродюсером пісні «Sweet but Psycho» Ейва Макс у 2018 році.
У 2020 році він був суддею норвезької версії Pop Idol під назвою Norwegian Idol.
У 2021 році Тікс здобув перемогу у норвезькому музичному конкурсі Melodi Grand Prix з піснею «Fallen Angel», тож став представником Норвегії на Євробаченні в Роттердамі.
Має синдром Туретта, стан, що характеризується мимовільними рухами, тіками. У дитинстві через це зазнавав булінгу, діти кликали його "тіки" ("tics"). Що, з часом, Андреас перетворив на своє сценічне ім'я.
Крім музичної діяльності, Андреас є захисником психічного здоров’я та ділиться своїм досвідом страждань від синдрому Туретта, самотності та думок про самогубство.